# Edin Dzemat
Edin Dzemat, född 1984, är en svensk kock. Som tolvåring flyttade Edin Dzemat med sin familj från Bosnien till svenska Gislaved där han blev intresserad av matlagning. Dzemat har därefter praktiserat på Noma i Köpenhamn och blev 2010 delägare i Linnéa Art Restaurant i Göteborg som han drev i fem år. 2013 till 2015 var Edin Dzemat lagkapten för Svenska kocklandslaget. Från september 2016 till hösten 2017 drev Edin Dzemat restaurangen Brasserie By EDz på Kosta Boda Art Hotel. Edin Dzemat är VD på dzeMAT AB som bildades 2014.

## Utmärkelser i urval
- Vinnare av Kockarnas kamp 2016[5]
- Vinnare av Acqua Panna & S. Pellegrino Rising Star 2014[5]
- Lagkapten för Svenska kocklandslaget 2013–2015[4]
- Årets Werner 2013[4][6]